# Kosmodrom Wen-čchang

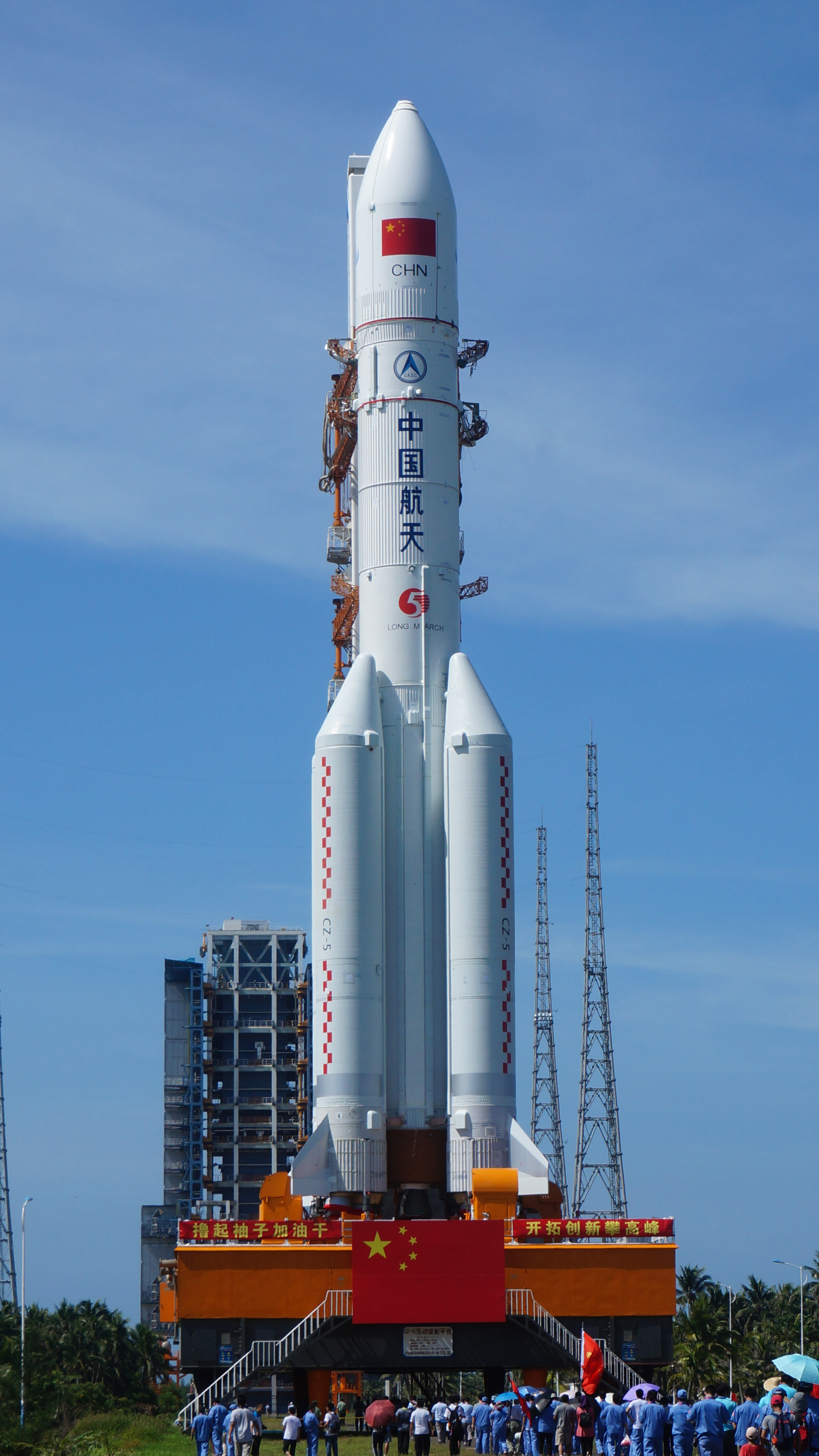
Příprava rakety Dlouhý pochod 5 na kosmodromu Wen-čchang

Kosmodrom Wen-čchang (čínsky v českém přepisu Wen-čchang chang-tchien fa-še čchang, pchin-jinem Wénchāng Hángtiān Fāshè Chǎng, znaky zjednodušené 文昌航天发射场, tradiční 文昌航天發射場) je kosmodrom na ostrově Chaj-nan v Čínské lidové republice. Leží na území městského okresu Wen-čchang na východním konci ostrova. Na rozdíl od třech ostatních čínských kosmodromů (Si-čchang, Tchaj-jüan a Ťiou-čchüan) umožňuje starty směrem nad moře a zároveň leží výrazně jižněji.
Dějiny kosmodromu začínají v roce 1988, kdy zde byly testovány suborbitální rakety. Moderní kosmodrom zde byl uveden do provozu 10. září 2014.